# Рауман, Удо
Удо Рауман (нем. Udo Raumann; род. 1 мая 1969) — немецкий спортсмен в слалом каное.

## Спортивные достижения
Удо Рауман принимал участие в соревнованиях по гребле на байдарках и каноэ с 1990-х годов.
Завоевал бронзовую медаль в дисциплине С-2 (командный зачёт) на чемпионате мира по гребному слалому, организованном Международной федерацией каноэ в 1995 году в Ноттингеме. Завоевал золотую медаль в дисциплине С-2 (командный зачёт) в 1996 году на чемпионате Европы в Аугсбурге.
На летних Олимпийских играх 1992 в Барселоне занял 14-е место в дисциплине С-2.
Его партнером на протяжении всей его активной карьеры был Рюдигер Хюбберс (Rüdiger Hübbers).